# Coc de poma
El coc de poma és una coca típica de les Terres de l'Ebre, on també es coneix per coca de maçana.

## Preparació
Quan la pasta estiga feta es deixa reposar perquè es pose tova. S'aplana la pasta sobre la llauna enfarinada, s'ensucra el jaç, s'hi afegix oli i, finalment, s'hi posa una capa de trossets de poma. S'adoba amb un raig d'oli i un pessic de sucre per tot. Finalment, s'espolvora una mica de canella pel damunt.

## Ingredients
- 5 o 6 pomes de l'agredolç.
- Oli d'oliva
- Sucre
- Farina
- Llevat de París
- Sal
- Aigua
- Canyella